# 29 de agosto
El 29 de agosto es el 241.º (ducentésimo cuadragésimo primer) día del año en el calendario gregoriano y el 242.º en los años bisiestos. Quedan 124 días para finalizar el año.

## Acontecimientos
- 708: en Japón se acuñan monedas por primera vez. (Fecha tradicional en el calendario japonés: 10 de agosto del 708).
- 1189: en Bosnia, Ban Kulin escribe la Carta de Kulin, que se convertirá en un «certificado de nacimiento» de esa nación.
- 1261: Urbano IV es elegido papa número 182 de la Iglesia católica.
- 1315: El ejército de la República de Pisa, comandado por Uguccione della Faggiola, gana una victoria en la batalla de Montecatini contra las fuerzas conjuntas del Reino de Nápoles y la República de Florencia a pesar de ser superados en número.
- 1350: frente a las costas inglesas, en el paso más angosto del Canal de la Mancha ―en el marco de la guerra de los Cien Años― la flota inglesa del Eduardo III con su hijo el Príncipe Negro derrota a una flota de 40 barcos castellanos en la batalla de Winchelsea.
- 1475: firma del Tratado de Picquigny, considerado el punto final de la guerra de los Cien Años entre Francia e Inglaterra.
- 1484: en el Vaticano, el cardenal Giovanni Battista Cibo es elegido el papa n.º 213 de la Iglesia católica, adoptando el nombre de Inocencio VIII.
- 1498: El navegante y explorador portugués Vasco da Gama zarpa desde Calicut hacia Portugal.
- 1521: los turcos otomanos capturan Nándorfehérvár (hoy Belgrado).
- 1526: en la batalla de Mohács (Hungría), los otomanos (al mando de Suleimán el Magnífico) derrotan y matan a Luis II, último rey jagellón de Hungría y Bohemia.
- 1541: los otomanos toman Buda, la capital del reino húngaro.
- 1622: en Henao, a 65 km al sur de la villa de Bruselas ―en el marco de la guerra de los Treinta Años― el Imperio español derrota a las potencias protestantes del Sacro Imperio, en la batalla de Fleurus.
- 1655: en el marco de la Guerra Sueco-Polaca, Varsovia cae sin resistencia ante una pequeña fuerza al mando del Carlos X Gustavo de Suecia.
- 1728: Claus Paarss funda la ciudad de Nuuk, actual capital de Groenlandia.
- 1756: Federico II el Grande ataca Sajonia; comienza la guerra de los Siete Años.
- 1778: en la guerra de Independencia de los Estados Unidos, se libra la batalla de Rhode Island.
- 1791: en la Gran Barrera de Coral, el barco HMS Pandora encalla, cuando buscaba al buque amotinado HMS Bounty. Se hundirá al siguiente día.
- 1786: en Massachusetts, los campesinos endeudados del estado, liderados por el capitán Daniel Shays, se rebelan contra el gobierno debido a los impuestos y deudas (Rebelión de Shay)).
- 1825: el reino de Portugal reconoce la independencia del Imperio brasileño, mediante el pago de una indemnización de un millón de libras esterlinas.
- 1831: Michael Faraday descubre la inducción electromagnética.
- 1833: en el Imperio británico se declara abolida la esclavitud.
- 1842: en China, el Tratado de Nankín marca el final de la primera guerra del Opio.
- 1856: en Nicaragua, llegan a la hacienda San Jacinto cerca de 100 efectivos del Ejército del Septentrión, al mando del coronel José Dolores Estrada Vado, que ganarán la Batalla de San Jacinto 2 semanas después.
- 1857: en la República Argentina se inaugura la primera línea ferroviaria (el Ferrocarril Oeste de Buenos Aires), y la locomotora La Porteña hace su viaje inaugural.
- 1861: en Carolina del Norte ―en el marco de la guerra civil estadounidense―, un escuadrón de la armada captura fuertes en el cabo Hatteras en la batalla de Hatteras Inlet Batteries.
- 1862: Giuseppe Garibaldi, el líder impulsor de la unificación italiana, es derrotado, herido y hecho prisionero en Aspromonte (Milán), finalizando dos años de movimiento revolucionario.
- 1862: en el marco de la guerra civil estadounidense, se libra la segunda batalla de Bull Run.
- 1871: en Japón, el emperador Meiji declara abolido el sistema han y establece las prefecturas como centros locales de administración.
- 1885: Gottlieb Daimler patenta la primera motocicleta.
- 1895: en Huddersfield (Inglaterra) se crea la Liga de Rugby del Norte.
- 1898: en Estados Unidos se funda la empresa Goodyear.
- 1907: en Canadá colapsa el puente de Quebec; mueren 75 obreros.
- 1910: se firma el Tratado Japón-Corea de 1910, también conocido como el Tratado de anexión Japón-Corea, iniciando oficialmente el período de dominio japonés en Corea.
- 1911: de los bosques del norte de California aparece Ishi, considerado el último nativo americano en hacer contacto con los estadounidenses de origen europeo.
- 1914: en la Primera Guerra Mundial, comienza la Batalla de San Quintín.
- 1915: buzos de la Armada estadounidense rescatan el F-4, el primer submarino estadounidense hundido en un accidente.
- 1918: Bapaume es tomada por el ejército australiano y el ejército canadiense en la Ofensiva de los Cien Días.
- 1922: la ciudad de Esmirna (Asia Menor) es incendiada por el ejército turco.
- 1928: En Honduras se constituye el Club Deportivo Motagua.
- 1929: el dirigible alemán Graf Zeppelin realiza el primer vuelo alrededor del mundo.
- 1930: en las islas de San Kilda (Escocia) ―que estuvo habitada ininterrumpidamente desde tiempos prehistóricos― los últimos 36 habitantes restantes se autoevacuan hacia otras zonas del país.
- 1942: en el campo de concentración de Jasenovac (Croacia) ―en el marco del genocidio serbio―, el seminarista católico franciscano Petar Brzica (1917-2010) degüella a 1360 no católicos (serbios cristianos, serbios musulmanes y gitanos. Hasta la llegada del comunismo en 1945, morirán en ese campo fascista católico entre 0,3 y 0,4 millones de hombres, mujeres y niños.
- 1943: en Dinamarca, los invasores alemanes disuelven el gobierno.
- 1944: en Eslovaquia, 60 000 soldados se alzan contra los nazis, dando comienzo a la Insurrección nacional eslovaca.
- 1946: se adopta la Resolución 8 del Consejo de Seguridad de las Naciones Unidas.
- 1949: en Semipalatinsk (Kazajistán) la Unión Soviética detona su primera bomba atómica (la octava en la Historia humana), con el nombre clave RDS-1 (Primer Relámpago). Los espías estadounidenses la habían denominado Joe-1.
- 1958: en Colorado Springs (Colorado) se abre la Academia de la Fuerza Aérea.
- 1958: Primera colaboración de la Fuerza Aérea Argentina con la Organización de las Naciones Unidas. En respuesta a un pedido formulado por las Naciones Unidas, el presidente de la Nación Arturo Frondizi, acepta enviar 10 oficiales de las Fuerzas Armadas argentinas (4 del Ejército, 3 de la Armada y 3 de la Fuerza Aérea) para integrar el grupo de observadores que la ONU mantiene en Líbano.[1]
- 1959: en Chile, la Corporación de Televisión de la Pontificia Universidad Católica de Chile, abre sus puertas al iniciar sus transmisiones, y su señal es el número 13.
- 1963: en Suva (Fiyi) se inaugura la primera edición de los Juegos del Pacífico Sur.

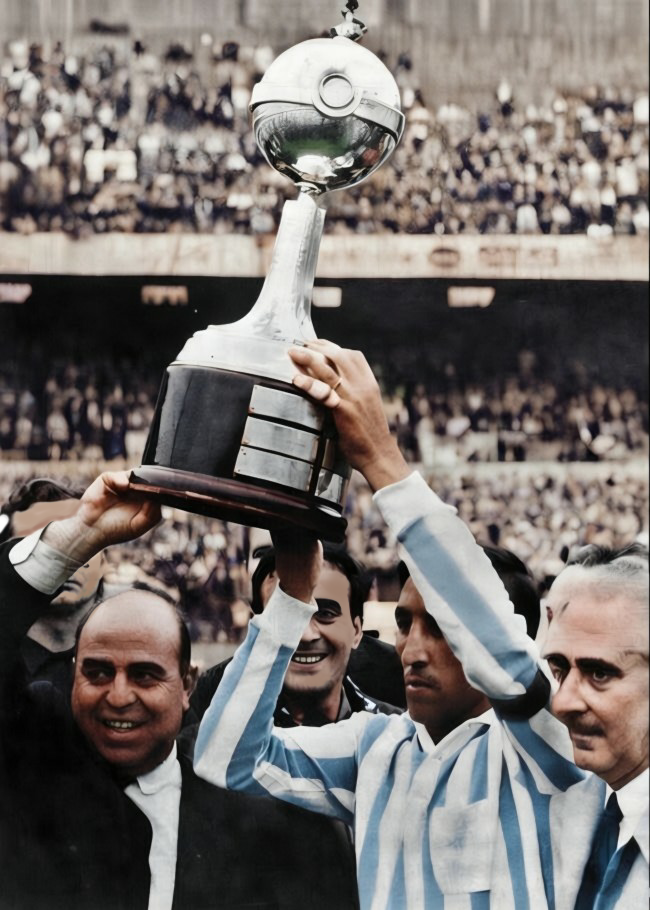
Racing Club campeón de América por 1.ª vez (Copa Libertadores 1967)

- 1963: en Buenos Aires (Argentina), el Movimiento Nacionalista Revolucionario Tacuara (MNR-T) asalta el Policlínico Bancario. Hay bajas policiales. Se conocen los nombres de Joe Baxter y José Luis Nell. Como consigna levantan una línea histórica: «San Martín-Rosas-Perón».
- 1965: retorna la cápsula espacial estadounidense "Geminis V", tripulada por Gordon Cooper y Charles Conrad, tras batir el récord de una semana en el espacio.
- 1966: en San Francisco (Estados Unidos), The Beatles realizan su última presentación en vivo, en el Candlestick Park ante unas 42.500 personas.
- 1967: en Santiago (Chile), Racing Club de Argentina vence 2–1 a Nacional de Uruguay en el Estadio Nacional, y se consagra campeón de la Copa Libertadores 1967.
- 1968: en Inglaterra, la banda británica Pink Floyd lanza el álbum A Saucerful of Secrets.
- 1968: en el área de pruebas atómicas de Nevada (a unos 110 km al noroeste de la ciudad de Las Vegas), a las 14:45 (hora local), Estados Unidos detona a 729 m bajo tierra su bomba atómica Sled, de 200 kilotones. Es la bomba n.º 574 de las 1129 que Estados Unidos detonó entre 1945 y 1992.
- 1970: en Los Ángeles (California), la policía ataca a una manifestación de inmigrantes centroamericanos contra la guerra de Vietnam. Mueren tres civiles, incluido el periodista Rubén Salazar.
- 1973: en El Cairo, el presidente egipcio Anwar el-Sadat se entrevista con el coronel Muamar el-Gadafi e impone el abandono del proyecto de unión de Libia y Egipto.
- 1975: en Perú, Francisco Morales Bermúdez encabeza un golpe de Estado contra el gobierno del presidente Juan Velasco Alvarado conocido como el Tacnazo.
- 1981: en Ciudad de México se inaugura la línea 4 (Martín Carrera-Candelaria) del metro. Posteriormente se inaugurará el tramo completo (Martín Carrera-Santa Anita).
- 1982: en Darmstadt (Alemania) se sintetiza por primera vez el elemento químico artificial meitnerio, de número atómico 109.
- 1984: en el estado de Oregón (Estados Unidos), discípulos del gurú Osho envenenan con la bacteria de la salmonella a dos comisionados del condado de Wasco que visitaron la comunidad jipi. En los siguientes dos meses, la secta esparcirá salmonella en las barras de ensalada de diez restaurantes locales. No se producirán muertes.
- 1987: en la fábrica de artesanías El Cielo, de la asociación Odaeyang Co ―fundada por Soon-Ja Park (48), llamada La Madre― situada en la ciudad de Yongin (Corea del Sur) son encontradas 32 personas maniatadas y estranguladas (aunque habían bebido una dosis no letal de veneno). Entre los muertos se encontraban la propia Madre y sus tres hijos. Los 59 restantes trabajadores del grupo desaparecieron y no fueron hallados nunca. Park era buscada por la policía porque debía a sus acreedores unos 8.5 millones de dólares estadounidenses.[2]
- 1989: el cantautor británico Elton John, publica su vigésimo segundo álbum de estudio, Sleeping with the Past.

NETFLIX, el gigante del streaming.

- 1991: el Sóviet Supremo suspende toda actividad del Partido Comunista de la Unión Soviética.
- 1993: Israel anuncia un preacuerdo con la OLP de autogobierno de la franja de Gaza y la ciudad de Jericó.
- 1995: la OTAN lanza la Operación Fuerza Deliberada contra las fuerzas bosnio-serbias.
- 1996: Primer satélite diseñado, construido y probado por Argentina. Participa la Fuerza Aérea Argentina a través del Centro de Investigaciones Aplicadas del Instituto Universitario Aeronáutico e ingenieros, becarios y estudiantes de universidades cordobesas y otras entidades científicas. A las 02:22 hora argentina, el micro satélite Víctor-1, en homenaje al ingeniero Víctor Aruani,[3]es lanzado desde el Cosmódromo de Plesetsk a bordo del Cohete Mólniya.
- 1997: la macro-empresa de streaming Netflix nacía como un servicio de alquiler de DVD en Internet.
- 1997: en Raíz, el GIA (Grupo Islámico Armado) asesina al menos 98 pobladores (masacre de Raíz).
- 2003: el ayatolá Sayed Mohammed Baqir al-Hakim, líder musulmán chií en Irak, es asesinado junto a más de 85 personas, y 500 heridas, que salían de una mezquita en Nayaf, en un atentado con coche-bomba.
- 2004: terminan los Juegos Olímpicos de Atenas 2004; el marroquí Hicham El Guerrouj, consigue un doblete histórico al ganar la medalla de oro en la prueba de 5.000 m (previamente había logrado el título en los 1.500 m). Desde que el finlandés Paavo Nurmi lo hizo en París 1924, ningún otro atleta había ganado los 1.500 y los 5.000 m en los mismos Juegos Olímpicos.
- 2005: en Luisiana (Estados Unidos) toca tierra el huracán Katrina, de categoría 4, inundando Nueva Orleans en un 80 % y al final causando más de 1.800 muertos en el país.
- 2009: en Donetsk (Ucrania) se inaugura el Donbas Arena.
- 2012: tiene lugar el incidente del Peñón de Vélez de la Gomera.
- 2019: en Inírida (Colombia) el grupo guerrillero "FARC-EP" se alza nuevamente en armas, ignorando los acuerdos de paz firmados en La Habana (Cuba) por el expresidente Juan Manuel Santos

## Nacimientos
- 1632: John Locke, filósofo británico (f. 1704).
- 1771: Christian August Fischer, escritor y viajero alemán (f. 1829).
- 1780: Jean Auguste Dominique Ingres, pintor francés (f. 1867).
- 1790: Leopoldo I de Baden, aristócrata alemán (f. 1852).
- 1792: Charles Finney, escritor, educador y líder estadounidense (f. 1875).
- 1803: Agustín Arrieta, pintor mexicano (f. 1874).
- 1809: Oliver Wendell Holmes, médico y escritor estadounidense (f. 1894).
- 1810: Juan Bautista Alberdi, político, abogado y escritor argentino (f. 1884).
- 1821: Juan Rico y Amat, poeta, historiador político, periodista y dramaturgo español (f. 1870).
- 1831: Juan Santamaría, héroe nacional costarricense (f. 1856).
- 1840: Cándido López, pintor argentino (f. 1902).
- 1844: Edward Carpenter, poeta y filósofo británico (f. 1929).
- 1844: Apolinário Porto-Alegre, escritor, historiógrafo, poeta y periodista brasileño (f. 1904).
- 1858: Salomón Reinach, pionero en la investigación filología clásica y la arqueología francesa (f. 1932).
- 1862: Maurice Maeterlinck, escritor belga, premio nobel de literatura en 1911 (f. 1949).
- 1862: Andrew Fisher, primer ministro australiano (f. 1928).
- 1869: Alberto Valenzuela Llanos, pintor chileno (f. 1925).
- 1871: Albert Lebrun, político francés (f. 1950).
- 1873: María Goyri, investigadora filóloga y pedagoga española (f. 1954).
- 1874: Manuel Machado, poeta español (f. 1947).
- 1876: Charles Kettering, inventor estadounidense (f. 1958).
- 1880: Rodolfo Herrero, militar mexicano (f. 1964).
- 1884: José Capuz, escultor español (f. 1964).
- 1884: Juliette Roche, escritora y pintora francesa (f. 1980).
- 1886: Pedro Groppo, político argentino (f. 1969).
- 1893: Margaret Clay Ferguson, botánica estadounidense (f. 1951).
- 1897: Helge Rosvaenge, tenor danés (f. 1972).
- 1898: Preston Sturges, cineasta estadounidense (f. 1959).
- 1904: Werner Forssmann, médico alemán, Premio Nobel en Fisiología o Medicina en 1956 (f. 1979).
- 1904: Pauline Pô, actriz y modelo francesa (f. 1979).
- 1905:  Al Taliaferro, historietista estadounidense (f. 1969).
- 1905: Jack Teagarden, músico estadounidense de jazz y swing (f. 1964).
- 1910: José María Guido, abogado y político argentino (f. 1975).
- 1910: Vivien Thomas, técnico quirúrgico afrodescendiente (f. 1985).
- 1910: Luis García Pardo, arquitecto uruguayo (f. 2006).
- 1910: Rafael Quirós, futbolista peruano (f. 2012).
- 1912: Antonio Quirós, artista español (f. 1984).
- 1912: Barry Sullivan, actor estadounidense (f. 1994).

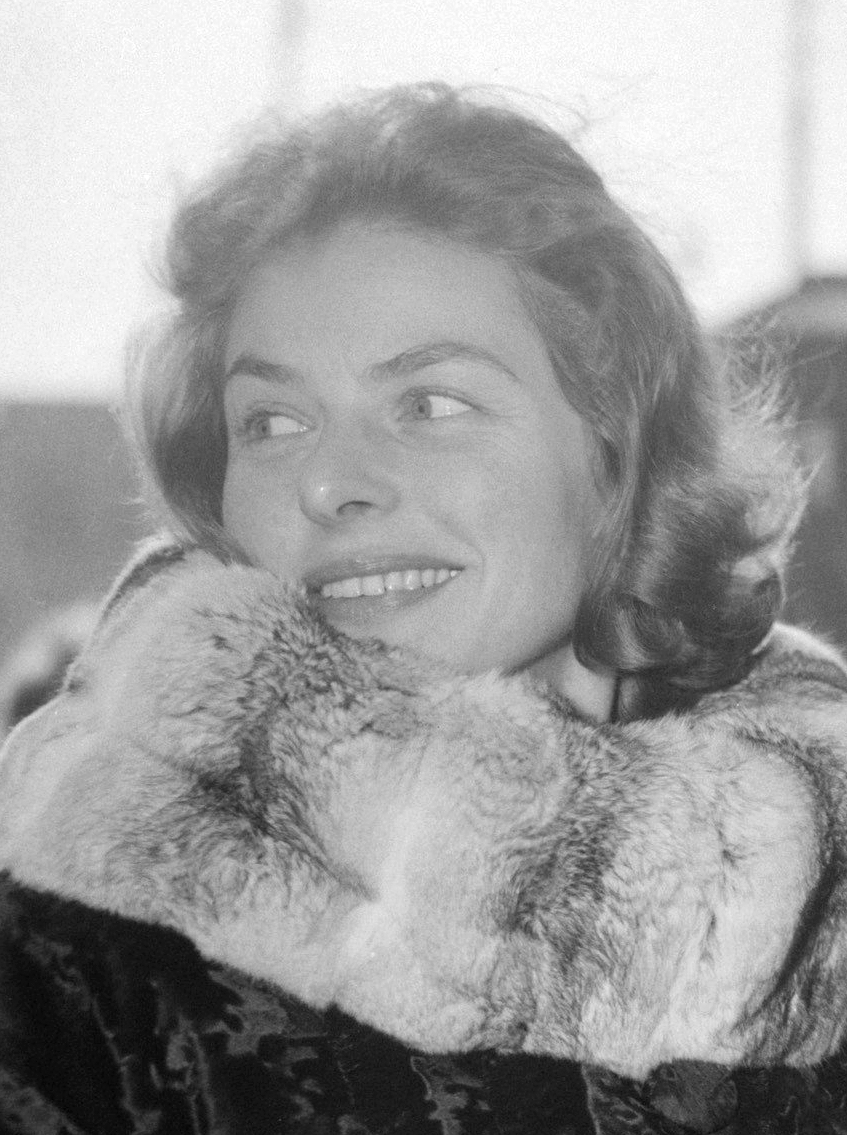
Ingrid Bergman

- 1915: Ingrid Bergman, actriz sueca (f. 1982).
- 1916: George Montgomery, actor estadounidense (f. 2000).
- 1918: Jack Price, futbolista británico (f. 2013).
- 1919: Eugenia de Chikoff, maestra de protocolo argentina (f. 2014).
- 1920: Charlie Parker, saxofonista estadounidense de jazz (f. 1955).
- 1921: Iris Apfel, empresaria, diseñadora de interiores e ícono de la moda estadounidense (f. 2024).
- 1923: Richard Attenborough, actor y cineasta británico (f. 2014).
- 1924: María Dolores Pradera, actriz y cantante española (f. 2018).
- 1924: Juan Bautista Villalba, futbolista paraguayo (f. 2003).
- 1924: Dinah Washington, cantante estadounidense (f. 1963).
- 1925: Nelly Beltrán, actriz argentina (f. 2007).
- 1928: Volodia Dubinín, héroe soviético (f. 1942).
- 1929: Rosa Sabater, pianista española (f. 1983).
- 1930: Mario Massouh Elmir, periodista y activista argentino (f. 2005).
- 1932: Carlos Massad, economista chileno.
- 1932: Rafael Sanus, eclesiástico español (f. 2010).
- 1933: Alan Stacey, piloto de automovilismo británico (f. 1960).
- 1935: Adolfo Castelo, periodista, humorista, conductor televisivo y radial argentino (f. 2004).
- 1935: William Friedkin, cineasta estadounidense (f. 2023).
- 1936: John McCain, político estadounidense (f. 2018).
- 1938: Elliott Gould, actor estadounidense.
- 1938: Robert Rubin, político estadounidense.
- 1938: Carlos Moreno, actor y director argentino de cine, teatro y televisión (f. 2014).
- 1939: Joel Schumacher, director de cine estadounidense (f. 2020).
- 1942: Carmen Díez de Rivera, política española (f. 1999).
- 1943: Arthur B. McDonald, físico canadiense.
- 1946: Bob Beamon, atleta estadounidense.
- 1946: Dimitris Jristofias, expresidente de Chipre (f. 2019).
- 1947: James Hunt, piloto de automovilismo británico (f. 1993).
- 1947: Temple Grandin, zoóloga, etóloga y profesora estadounidense.
- 1948: Adria Santana, actriz cubana (f. 2011).
- 1951: Craig Cline, bloguero e informático estadounidense (f. 2006).
- 1955: Frank Hoste, ciclista belga.
- 1956: Mark Morris, bailarín y coreógrafo estadounidense.
- 1956: GG Allin, músico estadounidense.
- 1958: Michael Jackson, cantante, compositor y bailarín estadounidense (f. 2009).
- 1959: Ramón Ángel Díaz, futbolista y entrenador argentino.
- 1959: Chris Hadfield, astronauta canadiense.
- 1959: Rebecca De Mornay, actriz estadounidense.
- 1959: Stephen Wolfram, matemático británico.
- 1960: Pedro Baños Bajo, escritor, soldado, militar y geopolitólogo español.
- 1961: Felipe Staiti, guitarrista argentino.
- 1962: Jorge Martínez Aspar, piloto de motociclismo español.
- 1962: Jutta Kleinschmidt, piloto de rally y periodista alemana.
- 1962: Raúl Sendic, vicepresidente de Uruguay.
- 1963: Elizabeth Fraser, cantante británica.
- 1965: Will Perdue, baloncestista estadounidense.
- 1966: Héctor Camps, periodista argentino (f. 2010).
- 1966: Stacey Travis, actriz estadounidense.
- 1967: Anton Newcombe, músico estadounidense, de la banda The Brian Jonestown Massacre.
- 1967: Jiří Růžek, fotógrafo checo.
- 1967: Pablo Macaya, actor chileno
- 1968: Federico Celada, actor español.
- 1969: Lucero, cantante y actriz mexicana.
- 1971: Carla Gugino, actriz estadounidense.
- 1971: Alfonso Lanzagorta, comentarista deportivo mexicano.
- 1971: Henry Blanco, beisbolista venezolano.
- 1972: Bae Yong Jun, actor surcoreano.
- 1972: Fabien Cool, futbolista francés.
- 1972: Kentarō Hayashi, futbolista japonés.

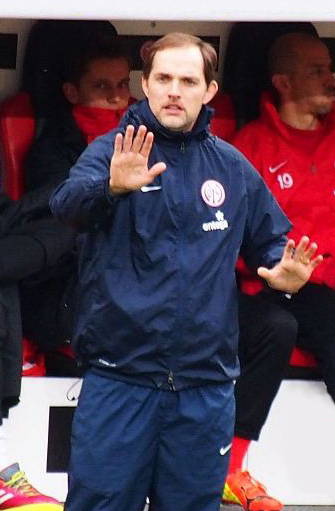
Thomas Tuchel

- 1973: Alejandro Navamuel, actor español.
- 1973: Daniel Burman, cineasta argentino.
- 1973: Thomas Tuchel, exfutbolista alemán y actual entrenador de fútbol.
- 1974: Denis Caniza, futbolista y entrenador paraguayo.
- 1974: Nicola Amoruso, futbolista italiano.
- 1974: Carlos Torrent, ciclista español.
- 1975: Juan Diego Botto, actor hispanoargentino.
- 1975: Yoshiki Maeda, futbolista japonés.
- 1975: Kazuyoshi Mikami, futbolista japonés.
- 1975: Che Bunce, futbolista neozelandés.
- 1976: Pablo Mastroeni, futbolista argentino-estadounidense.
- 1976: Jon Dahl Tomasson, futbolista danés.
- 1977: John O'Brien, futbolista estadounidense.
- 1977: Roy Oswalt, beisbolista estadounidense.
- 1977: Hiromasa Azuma, futbolista japonés.
- 1978: Celestine Babayaro, futbolista nigeriano.
- 1979: Douglas Rinaldi, futbolista brasileño.
- 1979: Marcos Roberto Pereira dos Santos, futbolista brasileño.
- 1979: Stijn Devolder, ciclista belga.

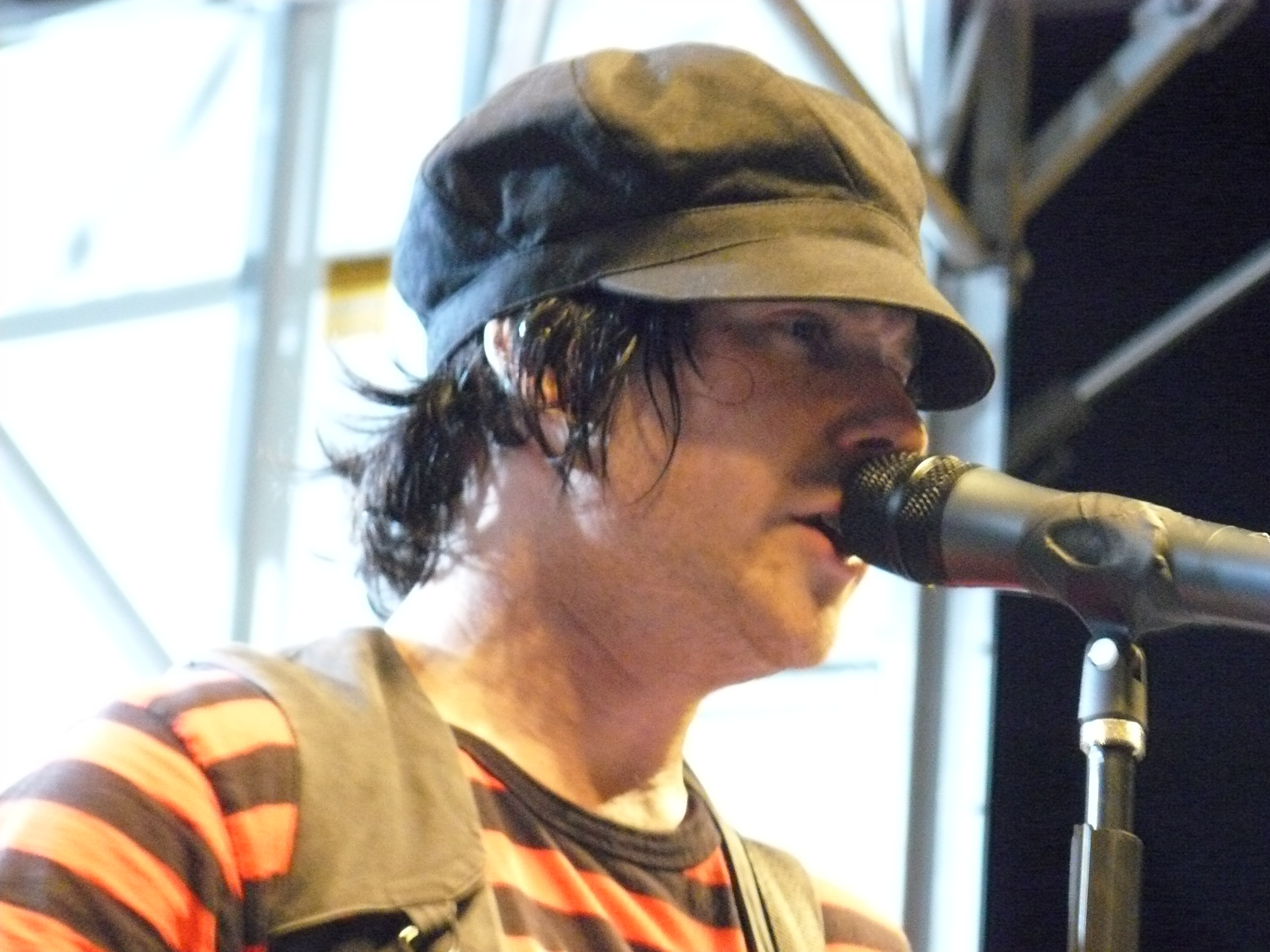
David Desrosiers

- 1980: David Desrosiers, cantante y bajista canadiense, de la banda Simple Plan.
- 1980: David West, baloncestista estadounidense.
- 1980: Nicolas Marin, futbolista francés.
- 1980: William Levy, actor y modelo cubano.
- 1981: Branislav Obžera, futbolista eslovaco.
- 1981: Émilie Dequenne, actriz belga (f. 2025).
- 1981: Jay Ryan, actor neozelandés.
- 1981: Toni Moral, futbolista español.
- 1981: Emily Hampshire, actriz canadiense.
- 1981: Margarita Reyes, actriz y modelo colombiana.

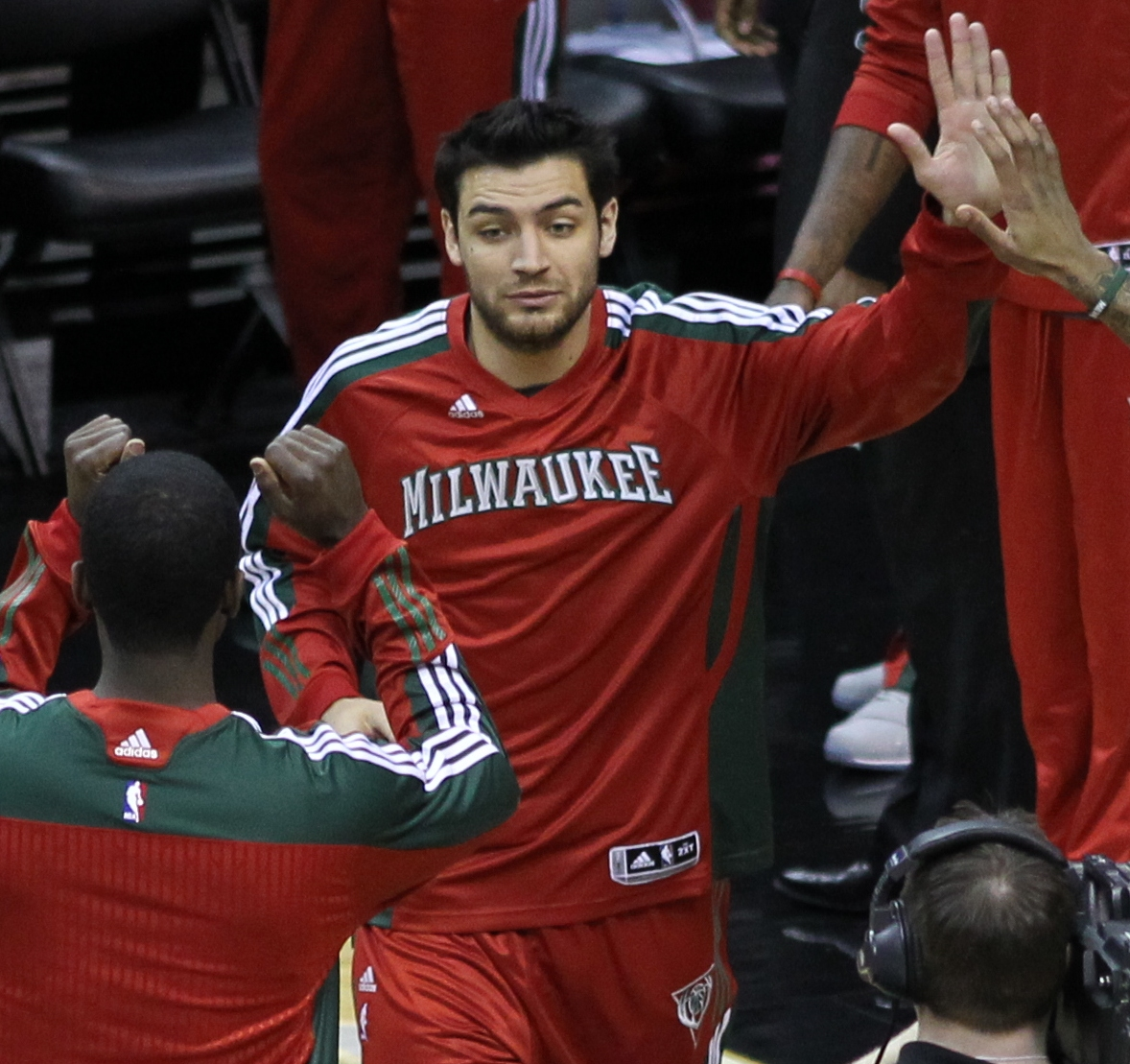
Carlos Delfino

- 1982: Andre Levins, rapero estadounidense.
- 1982: Carlos Delfino, baloncestista argentino, perteneciente a La Generación Dorada.
- 1982: Darian Schijman, abogado, actor y periodista argentino.
- 1982: Jessie Riffá, cantante y actriz cubana.
- 1982: Mathías Riquero, futbolista uruguayo.
- 1982: Vincent Enyeama, futbolista nigeriano.
- 1982: Shohei Yamamoto, futbolista japonés.
- 1982: Miguel Alejandro Gómez, director de cine costarricense.
- 1982: Yakhouba Diawara, baloncestista francés.
- 1982: Johan Sotil, futbolista peruano.
- 1982: Mike Phillips, rugbista galés.
- 1983: Léo Paulista, futbolista brasileño.
- 1983: Leopoldo Roberto Markovsky, futbolista brasileño.
- 1983: Steve Morison, futbolista galés.
- 1983: Xabi Prieto, futbolista español.
- 1984: Christian Lell, futbolista alemán.
- 1984: Gilles Binya, futbolista camerunés.

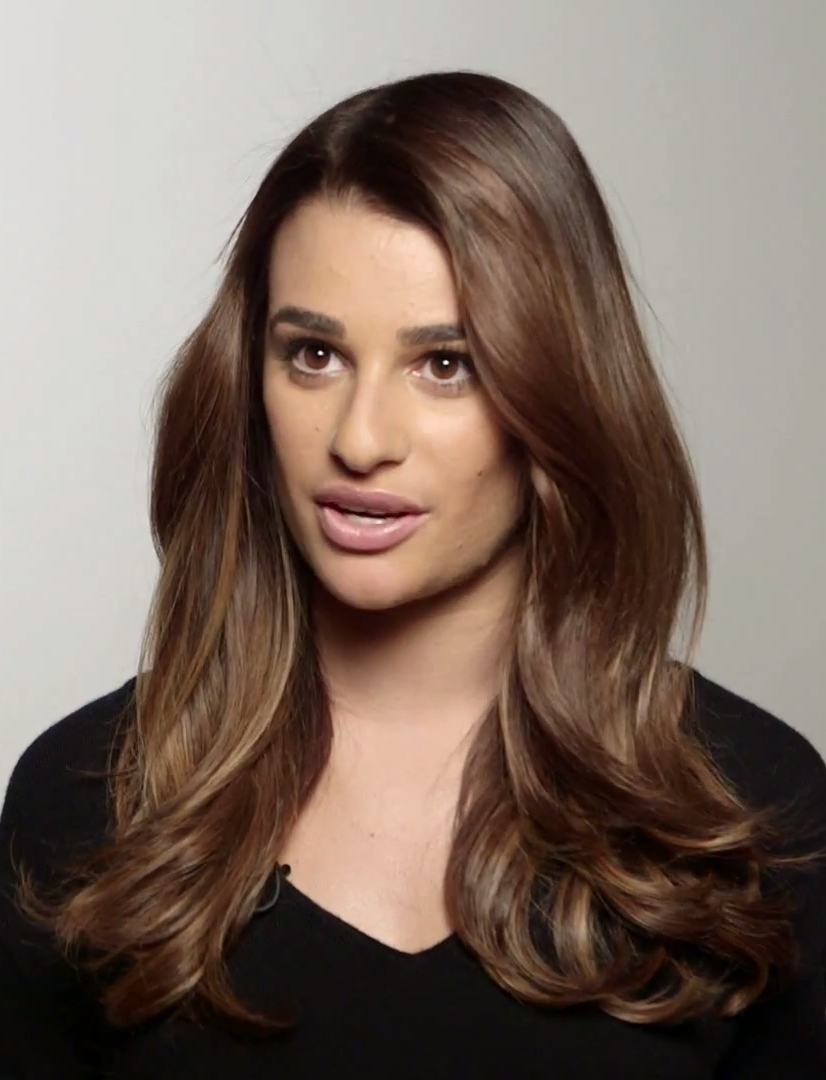
Lea Michele

- 1986:  Andrey Amador Bikazakova, ciclista costarricense.
- 1986: Lea Michele, actriz, cantante y bailarina estadounidense de teatro y televisión.
- 1988: Heberty Fernandes de Andrade, futbolista brasileño.
- 1988: Ryusei Morikawa, futbolista japonés.
- 1988: Matthias Krizek, ciclista austriaco.
- 1989: Cédric D'Ulivo, futbolista francés.
- 1990: Nicole Anderson, actriz estadounidense.
- 1990: Jakub Kosecki, futbolista polaco.
- 1990: Patrick van Aanholt, futbolista neerlandés.
- 1991: August Jensen, ciclista noruego.
- 1992: Elena Rivera, actriz española.
- 1992: José Leiva, futbolista costarricense.
- 1992: Naoya Fukumori, futbolista japonés.
- 1993: Jacopo Mosca, ciclista italiano.

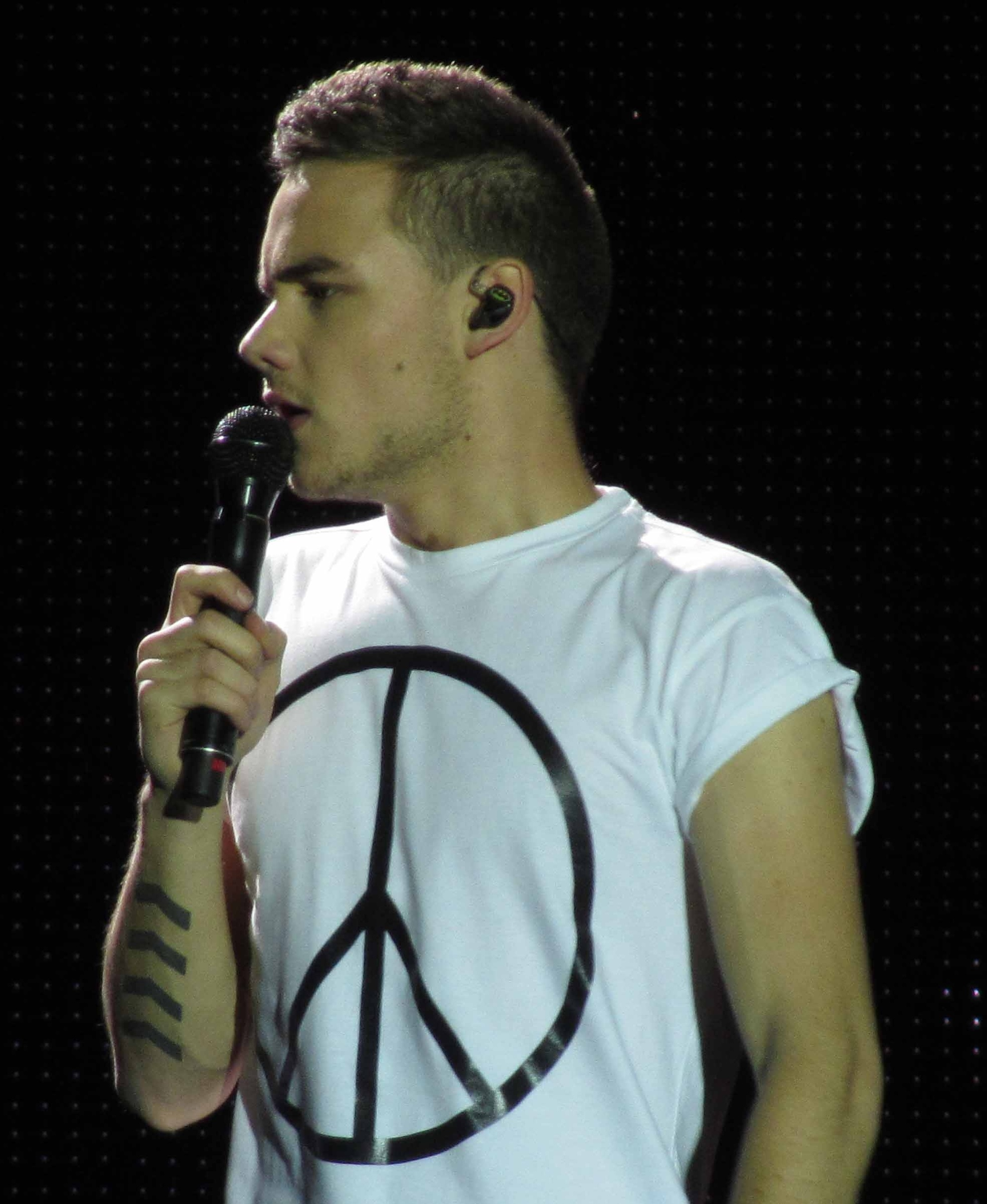
Liam Payne

- 1993: Liam Payne, cantante británico, exmiembro de One Direction (f. 2024).
- 1993: Lucas Cruikshank, actor estadounidense.
- 1993: Mateusz Ponitka, baloncestista polaco.
- 1993: Yuya Yamagishi, futbolista japonés.
- 1994: Yutaka Soneda, futbolista japonés.
- 1994: Michelle Montero, futbolista costarricense.
- 1995: Filip Krovinović, futbolista croata.
- 1995: Shōya Chiba, seiyū japonés.
- 1995: Dániel Gera, futbolista húngaro.
- 1996: Dorian Babunski, futbolista macedonio.
- 1996: Jurgi Oteo, futbolista español.
- 1997: Ainsley Maitland-Niles, futbolista inglés.
- 1997: Ravanelli Ferreira dos Santos, futbolista brasileño.
- 1997: Rocío García Martínez, ciclista española.
- 1997: Saúl Salcedo, futbolista paraguayo.
- 1997: Maarten Hurkmans, remero neerlandés.
- 1997: Rocío García Martínez, ciclista española.
- 1997: Jacqueline Cavalcanti, artista marcial mixta portuguesa.
- 1997: Aleksei Fokin, balonmanista ruso.
- 1998: Bizarrap, productor discográfico, DJ y compositor argentino.
- 1998: Bilal Boutobba, futbolista franco-argelino.
- 1999: Eddy Sylvestre, futbolista francés.
- 1999: Alexandru Mățan, futbolista rumano.
- 1999: Yuta Taki, futbolista japonés.
- 2000: Mario Gila, futbolista español.
- 2000: Juan Ignacio Alfaro, futbolista costarricense.
- 2001: Kaito Hayashida, futbolista japonés.
- 2001: Fiorella Corimberto, balonmanista argentina.
- 2002: Hilary Jaén, futbolista panameña.
- 2003: Krzysztof Różnicki, atleta polaco.
- 2003: Diego Méndez Molero, futbolista español.
- 2004: Orri Óskarsson, futbolista islandés.
- 2005: Agustín Albarracín, futbolista uruguayo.
- 2009: Giulia Perotti, gimnasta artística italiana.

## Fallecimientos
- 886: Basilio I, emperador bizantino (n. 811).
- 1123: Øystein I, rey noruego (n. 1088).
- 1135: Al-Mustárshid, sultán abasí (n. 1092).
- 1298: Leonor de Inglaterra, princesa inglesa (n. 1269).
- 1315: Carlos de Tarento, noble italiano (n. 1296).
- 1442: Juan VI de Bretaña, aristócrata francés (n. 1389).
- 1499: Alesso Baldovinetti, pintor italiano (n. 1427).
- 1523: Ulrich von Hutten, reformista luterano alemán (n. 1488).
- 1526: Luis II de Hungría, rey húngaro (n. 1506).
- 1542: Cristóbal de Gama, militar portugués (n. 1515).
- 1604: Hamida Banu Begum, emperatriz india (n. 1527).
- 1625: John Fletcher, dramaturgo británico (n. 1579).
- 1657: John Lilburne, político inglés (n. 1614).
- 1769: Edmond Hoyle, escritor británico (n. 1672).
- 1793: Jacques-Germain Soufflot, arquitecto francés (n. 1713).
- 1793: François Rozier, botánico y agrónomo francés (n. 1734).
- 1799: Pío VI (Giovanni Angelico Braschi), papa italiano (n. 1717).
- 1844: Edmund Ignace Rice, pedagogo y religioso irlandés (n. 1762).
- 1865: Gerardo Barrios, militar y político salvadoreño (n. 1813).
- 1866: Tokugawa Iemochi, shōgun japonés (n. 1846).
- 1877: Brigham Young, religioso mormón estadounidense (n. 1801).
- 1891: Pierre Lallement, empresario francés, inventor de la bicicleta (n. 1843).
- 1892: William Forbes Skene, abogado e historiador escocés (n. 1809).
- 1895: Francisco Navarro Villoslada, escritor y político español (n. 1818).
- 1904: Murad V, sultán otomano (n. 1840).
- 1922: Georges Sorel, sociólogo y teórico anarquista francés (n. 1847).
- 1935: Astrid de Suecia, reina consorte belga (n. 1905).
- 1947: Manuel Rodríguez, Manolete, torero español (n. 1917).
- 1960: Anton Piëch, abogado austriaco (n. 1894).
- 1960: Vicki Baum, escritora austriaca (n. 1888).
- 1972: Lale Andersen, cantautora alemana (n. 1905).
- 1972: René Leibowitz, compositor francés (n. 1913).
- 1975: 
  - Ángel María Zuloaga, militar y piloto de aviones argentino perteneciente al Ejército y posteriormente a la Fuerza Aérea que se destacó como uno de los pioneros de la aviación mundial (n. 1885).[4]
  - Éamon de Valera, presidente irlandés (n. 1882).
  - Alejandro Ciangherotti, actor argentino nacionalizado mexicano (n. 1912).
- 1977: Jean Hagen, actriz estadounidense (n. 1923).
- 1978: Emma Roldán, actriz mexicana (n. 1893).
- 1981: Juana Couretot de Guella, activista argentina (n. 1903).

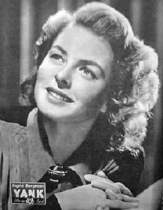
Ingrid Bergman

- 1982: Ingrid Bergman, actriz sueca (n. 1915).
- 1984: Muhammad Naguib, militar egipcio, presidente de Egipto entre 1953 y 1954 (n. 1901).
- 1985: Evelyn Ankers, actriz estadounidense de origen chilena (n. 1918).
- 1987: Lee Marvin, actor estadounidense (n. 1924).
- 1989: Osvaldo Brandao, futbolista y entrenador brasileño (n. 1916).
- 1989: Peter Scott, ornitólogo, conservacionista y pintor británico (n. 1909).
- 1992: Félix Guattari, filósofo francés (n. 1930).
- 1992: Mary Norton, escritora de literatura infantil británica (n. 1903)
- 1995: Enrique Carreras, cineasta argentino de origen peruano (n. 1925).
- 1995: Selma Burke, escultora y educadora estadounidense (n. 1900).
- 2001: Francisco Rabal, actor español (n. 1926).
- 2002: Luis Carandell, escritor y periodista español (n. 1929).
- 2006: Kent Andersson, piloto de motociclismo sueco (n. 1942).
- 2007: Chaswe Nsofwa, futbolista zambiano (n. 1978).
- 2009: Antonio Rabinad, escritor y guionista de cine español (n. 1927).
- 2010: Joseph Bailey, luchador profesional estadounidense (n. 1983).
- 2011: David Honeyboy Edwards, guitarrista y cantante estadounidense de delta blues (n. 1915).
- 2011: Pipo Mancera, presentador de televisión argentino (n. 1930).
- 2012: Shoshichi Kobayashi, matemático japonés (n. 1932).
- 2014: Björn Waldegård, piloto de automovilismo sueco (n. 1943).
- 2016: Gene Wilder, actor estadounidense (n. 1933).
- 2018: James Mirrlees, economista británico (n. 1936).
- 2020: Clifford Robinson, baloncestista estadounidense (n. 1966).
- 2021: Ed Asner, actor y productor estadounidense (n. 1929).
- 2021: Jacques Rogge, cirujano, atleta olímpico (n. 1942).
- 2021: Lee Perry, músico técnico de sonido y productor musical jamaicano (n. 1936).
- 2021: Ron Bushy, baterista estadounidense, de la banda Iron Butterfly (n. 1941).

## Celebraciones
- Día Internacional contra los Ensayos Nucleares.
- Día Internacional del Videojuego.
- Día Mundial del Gamer.[5][6]

 Por países
(Por orden alfabético)
- Argentina: 
  - Día del Árbol.[7]Esta celebración, sin embargo, no fue una creación argentina. Suecia[7]fue el primer país en instituir esa conmemoración, en 1840, y así puso en evidencia su toma de conciencia sobre la importancia que tienen los recursos forestales, el cuidado que debe brindarse a los árboles y sobre la necesidad de fomentar el cuidado del ambiente.
  - Día del Abogado que conmemora el nacimiento de Juan Bautista Alberdi.[8]

- Brasil
  - Día Nacional de la Visibilidad Lésbica[9] (en portugués: Dia Nacional da Visibilidade Lésbica).[10]

- Eslovaquia: 
  - Aniversario del levantamiento nacional eslovaco.
(en inglés: Slovak National Uprising Anniversary).

- Guatemala: 
  - Día del Cartero.

- India: 
  - Día Nacional del Deporte.
(en inglés: National Sports Day).
  - Día del Idioma télugu.
(en inglés: Telugu Language Day).

- Polonia: 
  - Día de la Policía Municipal.
(en inglés: Municipal Police Day).

- Suecia: 
  - Día del Árbol.[7]

- Ucrania: 
  - Día de los Mineros.
(en inglés: Miners' Day).
  - Día del Recuerdo de los Defensores de Ucrania.
(en inglés: Day of Remembrance of the Defenders of Ukraine).

### Santoral católico
- Martirio de san Juan Bautista.
- Santa Sabina.
- Beata Teresa Bracco, mártir.

 Por países
(Por orden alfabético)
- España: 
  - Fiestas en honor a san Juan Bautista, patrón de varias localidades: Artana, Ataquines, Cervillego de la Cruz y Rabanera del Pinar.